# Norrköpings högre allmänna läroverk
Norrköpings högre allmänna läroverk var ett läroverk i Norrköping verksamt från 1858 till 1968.

## Historik
Trivialskola har funnits i Norrköping sedan 1500-talet. Efter ryssarna brände staden, och skolan, i början av 1700-talet återstartade skolan 1724. I anslutning till läroverksreformen 1849 bildade skolan på 1850-talet ett högre elementarläroverk som 1879 namnändrades till Norrköpings högre allmänna läroverk. Skolbyggnaden som fortfarande används invigdes 1868. 
År 1966 kommunaliserades skolan och fick året därpå namnet De Geergymnasiet. Studentexamen gavs från 1864 till 1968 och realexamen från 1907 till 1969.

## Tidigare elever
Bland tidigare elever märks
- Hannes Alfvén
- Erik Aurelius
- Gösta Bergman
- Sten Bergman
- Carl Bergsten
- Anders Borg
- Björn Borg
- Bengt Danielsson
- Cecilia Edefalk
- Bengt Edlén
- Bo Ekelund
- Albert Engström
- Torsten Fogelqvist
- Hans Furuhagen
- Göran Färm
- Ludwig Göransson
- Carl Hallendorff
- Curt Hartzell
- Pekka Heino
- Elof Hellquist
- Gunnar Henrikson
- Johan Hermelin
- Bo Holmberg
- Ivar Hylander
- Magnus Höjer
- Olov Janse
- Otto Janse
- Nils Jerring
- Sven Jerring
- Ove Kindvall
- Erik Kugelberg
- Pekka Langer
- Gustaf "Topsy" Lindblom
- Hjalmar Lundgren
- Birger Nerman
- Einar Nerman
- Ture Nerman
- Arthur Nordén
- Benkt Norelius
- Bengt E. Nyström
- Owe Pellsjö
- Gunilla Persson
- Per-Gustaf Peterson
- Edward Ringborg
- Claes G. Ryn
- Philip von Schantz
- Ivar Swartling
- Carl Swartz
- Ole Söderström
- Leander Tell
- Ylva Maria Thompson
- Tony Thorén
- Georg Åberg
- Majken Åberg

## Rektorer
- 1880–1898 Edvard Engholm[3]

### Lektorer
- 1862–1898 Yngwe Nyberg[3]
- 1873–1898 Edvard Engholm[3]
- 1876–1898 Ludvig Eklund[3]
- 1889–1898 Alfred Stenhagen[3]
- 1895–1898 Herman Fröding[3]
- 1895–1898 Johan Bergman[3]
- 1896–1898 Anton Hacklin[3]

### Adjunkter
- 1864–1898 Petter Olsson[3]

### Musiklärare
- 1894–1898 Anders Nilsson[3]

### Teckningslärare
- 1889–1898 Emil Magnusson[3]

### Gymnastiklärare
- 1887–1898 Nils Lindhé[3]